# Yun Jong-su
Yun Jong-su (* 3. Januar 1962) ist ein ehemaliger nordkoreanischer Fußballspieler und heutiger -trainer.

## Karriere
Von 2004 bis 2005 trainierte Yun die nordkoreanische Nationalmannschaft ohne nennenswerte Erfolge. Anschließend betreute er die U-20 Nordkoreas für knapp zwei Jahre zwischen 2008 und 2010, bevor er ein zweites Mal Trainer der A-Nationalmannschaft wurde.
Er führte sein Land zum Gewinn des AFC Challenge Cups 2012, scheiterte jedoch knapp an der Qualifikation zur WM 2014. Bei den Asienspielen 2014 führte er seine Mannschaft bis in das Finale, wo man sich gegen den Nachbar Südkorea mit 0:1 nach Verlängerung geschlagen geben musste. Weil Yun nach Spielabpfiff wutentbrannt gegen die Schiedsrichter protestierte, wurde er daraufhin für ein Jahr vom asiatischen Fußballverband gesperrt.
Seit dem September 2014 bis 2019 trainierte Yun die nordkoreanische U-23-Nationalmannschaft. 2019 übernahm er das Traineramt der A-Nationalmannschaft von Kim Yong-jun.